# منصور الشهابي
منصور الشهابي هو أحد أمراء جبل لبنان من آل شهاب،حكم في الفترة بين 1754 و1770. تولى مع شقيقه أحمد الشهابي مقاليد السلطة بعد مرض أخيهما ملحم الشهابي، وحكما معًا حتى استطاع منصور الإطاحة بأخيه أحمد في 1763. تحالف منصور مع ظاهر العمر وعلي بك الكبير في تمردهم ضد العثمانيين. أُجبِر منصور على التنحي بعد ضغوط شيوخ الدروز في جبل لبنان، وترك الحكم لصالح ابن أخيه يوسف الشهابي بعد هزيمة ظاهر العمر وعلي بك الكبير في عام 1770.

## نشأته
ولد منصور في 1714، وهو ابن حيدر الشهابي أمير جبل لبنان، من بني شهاب الذين خلفوا المعنيين كحكام جبل لبنان.

## إمارة جبل لبنان
بعد وفاة حيدر الشهابي في عام 1732، خلفه ابنه ملحم الشهابي شقيق منصور، وفي 1753 أصبح ملحم مريضًا، وانتزع منصور وشقيقه الأخر أحمد السلطة بمعاونة عشائر الدروز، واضطر ملحم للتنازل عن السلطة لهما، حيث حكما معًا بالاشتراك في 1754، بعد ذلك حاول ملحم وابن أخيه قاسم الشهابي الإطاحة بمنصور وأحمد، ولكن لم ينجحا. توفي ملحم في 1759.
انقلب منصور وأحمد ضد بعضهم البعض في صراع على السلطة عام 1763، واستطاع منصور الإطاحة بأخيه بدعم من عشيرة جنبلاط الدرزية، ووُضع أحمد تحت الإقامة الجبرية في دير القمر.
في 1768 نشأ تحالف بين ظاهر العمر وعلي بك الكبير من مصر مع منصور في تمردهم ضد العثمانيين لاحتلال دمشق، ولكن هُزموا، مما دفع السلطات العثمانية إلى معاقبة منصور لتحالفه معهما، وتخلت عنه عشائر الدروز، وترك السلطة لابن أخيه يوسف الشهابي في عام 1770.
وتوفي منصور في 1774.